# Глинянка (Звягельський район)
Глинянка (до 2016 року — П'ятирі́чка) — село в Україні, у Дубрівській сільській територіальній громаді Звягельського району Житомирської області. Населення становить 212 осіб (2001).

## Історія
Назву Глинянка село отримало через те, що поблизу села здавна добували глину. У 30-х роках було збудовано завод, нині ПАТ «П'ятирічанка». Через те, що завод збудували за один п'ятирічний план (п'ятирічку), село отримало назву «П'ятирічка».
До 10 серпня 2015 року входило до складу Дубрівської сільської ради Баранівського району Житомирської області.
19 травня 2016 року селу була повернута його історична назва.

## Клімат
Клімат у Глинянці помірно континентальний. Середньорічна температура повітря становить 6,7 °C, найнижча вона у січні (мінус 7,1 °C), найвища — в липні (18,7 °C).
У середньому за рік у Глинянці випадає 599 мм атмосферних опадів, найменше — у березні та жовтні, найбільше — у червні та липні.
Відносна вологість повітря в середньому за рік становить 79 %, найменша вона у травні (69 %), найбільша — у грудні (89 %).
Найменша хмарність спостерігається в серпні, найбільша — у грудні.
Найбільша швидкість вітру — взимку, найменша — влітку. У січні вона в середньому становить 4,3 м/с, у липні — 3,2 м/с.[джерело?]

## Населення
Станом на 2001 рік, населення села налічувало 212 осіб.
Розподіл населення за рідною мовою (2001).
| українська | російська |
| ---------- | --------- |
| 97,17 %    | 2,36 %    |